# 법장사

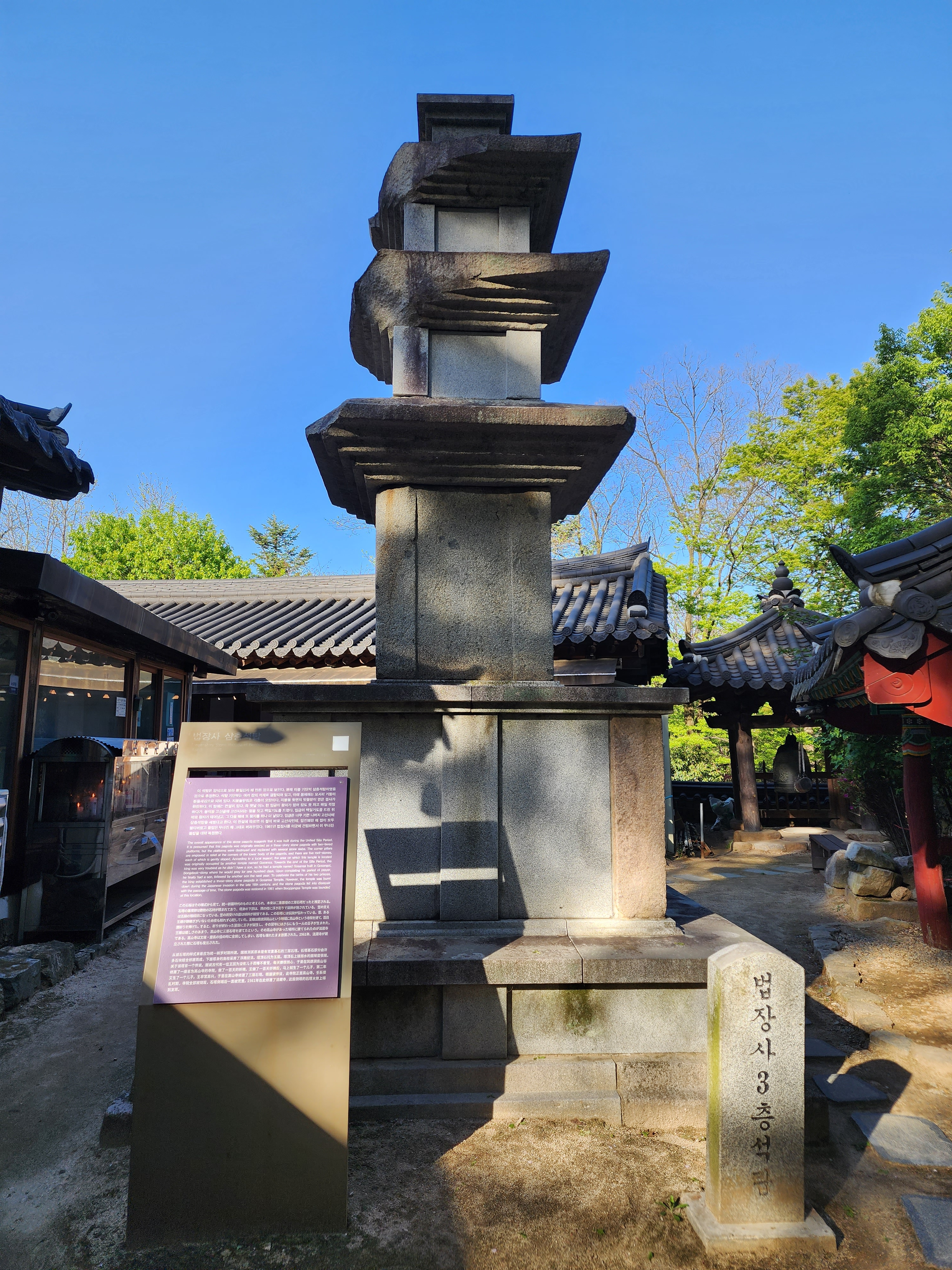
고산골 법장사 삼층석탑

법장사(法藏寺)는 대한민국 대구광역시 남구 앞산 고산골에 있는 고찰이다. 대한불교조계종 제9교구 본사인 동화사의 말사이며, 창건 연대 및 중창의 역사는 전래되지 않았지만 구전 및 현존하는 유물로 보아 신라 말기에 창건된 사찰로 전해지고 있다.

## 창건
신라 말의 한 왕이 대를 이을 왕자가 없던 차에 꿈에 백발노인이 나타나 "서쪽으로 수백 리 되는 곳에 산 좋고 물 맑은 곳이 있으니 그 곳에 절을 짓고 정성을 다하면 소원을 이루리라"고 하였다. 이에 왕명을 받고 신하들이 보름 만에 고산골에 이르러 그 곳에 절을 짓고 고산사(高山寺)라 하였고 백일기도 후 왕비는 왕자를 낳고 이듬해에도 두 번째 왕자를 낳아 이를 기뻐한 왕은 고산사에 삼층석탑을 세우도록 하였다고 한다.
그러나 임진왜란 때 고산사는 불에 타게되고 삼층탑만 남게 되었다. 그 뒤의 중창에 관한 역사는 전래되지 않지만 현재 이 절에는 대웅전을 비롯하여 산신각·요사채 등의 당우들이 있다. 법장사라는 이름은 중창 때 바뀐 것으로 추정되며, 1961년 새로 지은 절이다.

## 주요 볼거리
- 전설과 관련된 법장사 삼층석탑은 탑재를 찾아서 최근에 복원한 것이다.
- 근처에 왕건의 전설이 있는 절로 안일사와 은적사가 있다.

## 같이 보기
- 은적사
- 안일사